# 1937 au Québec
Cet article traite des événements survenus en 1937 au Québec. 

## Événements

### Janvier
- 7 janvier : le résultat du recomptage des votes de l'élection municipale de Montréal est rendu public. La victoire d'Adhémar Raynault est confirmée[1].

### Février
- 19 février : Laure Gaudreault fonde la Fédération catholique des institutrices rurales, premier syndicat du Québec dans le monde de l'enseignement[2].
- 22 février : Oscar Drouin annonce sa démission du cabinet Duplessis. Il considère que Maurice Duplessis n'a pas tenu les engagements promis lors de l'élection de 1936[3].
- 25 février :
  - ouverture de la deuxième session de la 20e législature. Le Discours du Trône annonce une nouvelle loi sur l'électricité[3].
  - René Chaloult est expulsé du caucus des députés ministériels[4].

### Mars
- 17 mars :
  - le candidat unioniste Joseph-Émile Perron remporte l'élection partielle de Beauce[5].
  - le gouvernement Duplessis dépose un projet de loi devant contrer la propagande du communisme. C'est ce que l'on appellera la loi du cadenas[6].
- 27 mars : Maurice Duplessis remplace Oscar Drouin au poste de ministre des Terres et Forêts[7].

### Avril
- 7 avril : le trésorier Martin Beattie Fisher annonce un déficit de 31 millions $ lors du discours du budget. La dette québécoise est maintenant de 157 $millions[8].
- 14 avril : l'Assemblée législative adopte la loi d'assistance aux mères nécessiteuses devant venir en aide aux mères responsables des familles. Les conditions d'admission sont cependant tellement exigeantes que bien peu de mères se prévaleront de la loi[9].
- 19 avril : Walter Young, originaire de Verdun, remporte la marathon de Boston[10].

### Mai
- Mai : la ville de Val d'Or est officiellement créée[11].
- 15 mai : l'Assemblée législative vote un subside de 35 000 $ pour la création d'un parc dans la région du Mont-Tremblant[12].
- 24 mai : adoption d'une loi faisant prévaloir le texte français sur le texte anglais dans les lois du Québec lorsque les deux textes diffèrent[3].
- 26 mai : l'Assemblée législative institue un tribunal d'arbitrage en matière de salaires et de conditions raisonnables, l'Office des salaires raisonnables[13].
- 27 mai : la session est prorogés[14].

### Juin
- Juin : Agathe Lacoursière-Lacoste devient la première femme à enseigner à l'Université Laval[15].
- 1er juin : les ouvriers de la Sorel Steel Foundries déclenchent une grève. Le litige est celui de l'atelier fermé. L'employeur veut que les ouvriers non syndiqués puissent y avoir accès[16].
- 26 juin : Philippe Hamel, Oscar Drouin, Joseph-Ernest Grégoire et René Chaloult fondent le Parti national. Ils promettent, s'ils sont élus, de tenir les réformes que Duplessis n'a pas voulu enclencher après celles de 1936[17].

### Juillet
- 19 juillet : la Banque du Canada émet ses premiers chèques bilingues[18].

### Août
- 2 août - Début d'une grève dans toutes les usines de la Dominion Textile du Québec[19].
- 5 août - La grève reprend aux usines de Sorel. Le grief des ouvriers porte cette fois sur la décision du comité d'arbitrage d'avoir fait adopter une échelle de salaires qui les désavantage[20].
- 22 août - Le Parti national appuie les grévistes du textile[21].
- 27 août - Fin de la grève du textile. Un comité formé des représentants de la compagnie et du syndicat est chargé de rédiger la nouvelle convention collective[21].

### Septembre
- 1er septembre : la loi sur les salaires raisonnables entre en vigueur. Elle permet l'établissement d'un salaire minimum légal au Québec[22].
- 10 septembre : le gouvernement fédéral crée la commission Rowell, chargée d'étudier les relations financières entre Ottawa et les provinces[23].

### Octobre
- 22 octobre : une assemblée communiste devant se tenir à l'Aréna du Mont-Royal est interdite par l'Hôtel de ville[24].

### Novembre
- 3 novembre : un Match des étoiles est organisé par Joseph Cattarinich afin de récolter de l'argent pour la famille en deuil. Il s'agit du deuxième Match des étoiles joué par la LNH et oppose une sélection de la LNH contre une sélection des meilleurs joueurs des deux équipes de Montréal : les Canadiens et les Maroons. L'équipe des vedettes de Montréal perd 6-5 contre l'équipe de la LNH mais plus de 25 000 $ sont collectés[25].
- 9 novembre : les presses du journal Clarté sont mises sous scellées en vertu de la loi du cadenas[26].
- 10 novembre : le premier ministre canadien, Mackenzie King, propose pour la première fois une loi fédérale d'assurance-chômage[27].

### Décembre
- 11 décembre : CBF-Montréal devient la première station de radio francophone de Radio-Canada[28].
- 13 décembre : Duplessis rencontre le premier ministre ontarien Mitchell Hepburn. Les deux hommes décident de former un front commun afin de défendre l'autonomie provinciale devant la commission Rowell[29].
- 27 décembre : les grévistes de Sorel acceptent l'augmentation de salaires proposée par l'Office des salaires raisonnables et mettent fin à leur grève[30].
- 30 décembre : l'élection de Bagot d'août 1936, qui avait été remportée par le libéral Cyrille Dumaine, est annulée pour causes d'irrégularités[3].

## Naissances
- Claude Bédard (journaliste et ex-directeur des sports au Journal de Québec) († 14 octobre 2023)
- Lucienne Cornet (artiste multidisciplinaire) († 30 août 2022) (née à Toulon en France)
- Michel Montpetit (animateur de radio) († 10 octobre 2022)
- 24 janvier - Suzanne Tremblay (professeure et femme politique) († 26 septembre 2020)
- 31 janvier - Andrée P. Boucher (ancienne mairesse de Québec) († 24 août 2007)
- 1 février - Yves Préfontaine (anthropologue et écrivain) († 31 mars 2019)
- 5 février - Hervé Brousseau (chansonnier, comédien, réalisateur) († 4 janvier 2017)
- 13 février - Ralph Mercier (homme politique)  († 13 février 2020)
- 9 mars - Bernard Landry (ancien premier ministre du Québec) († 6 novembre 2018)
- 17 mars - Benoît Marleau (acteur) († 3 juin 2009)
- 24 mars - Serge Mongeau (médecin, écrivain et éditeur) († 9 mai 2025)
- 29 avril - Jean Gauthier (en) (joueur de hockey) († 20 février 2013)
- 7 mai - Claude Raymond  (joueur, analyste et instructeur de baseball)
- 8 mai - Bernard Cleary (homme d'affaires, journaliste, négociateur et homme politique)  († 27 juillet 2020)
- 13 mai - Roch Carrier (écrivain)
- 8 juin - André Richard (comédien) († 21 avril 2022)
- 28 juin - Fernand Labrie (homme de sciences) († 17 janvier 2019)
- 12 juillet - Michel Louvain (chanteur) († 14 avril 2021)
- 26 juillet - Pete Ward (joueur de baseball) († 16 mars 2022)
- 28 juillet - Michèle Lalonde (écrivaine) († 22 juillet 2021)
- 12 août - Michel Côté (homme politique) († 9 mars 2023)
- 15 août - Gilbert Comtois (acteur)  († 19 mai 2021)
- 19 août - Aubert Pallascio (acteur) († 5 juillet 2020)
- 24 août - Yvan Ducharme (acteur) († 21 mars 2013)
- 30 août - Gilles Latulippe (acteur et animateur) († 23 septembre 2014)
- 16 septembre - Marc Legault (acteur)
- 18 septembre - Marcel Hamelin (historien)
- 23 septembre - Jacques Poulin (auteur)
- 07 octobre - Paul Vachon alias Butcher Vachon (lutteur)  († 29 février 2024)
- 10 octobre - Robert Demers (avocat, administrateur et financier) († 13 octobre 2023)
- 16 novembre - Jean-Pierre Coallier (animateur)
- 29 novembre - Marc Gélinas (chanteur et acteur) († 2 octobre 2001)
- 9 décembre - Roger Blay (acteur) († 24 juillet 2014)
- 16 décembre - Jean-Guy Morissette (en) (gardien de but de hockey) († 22 mars 2011)
- 23 décembre - Tim Harkness (joueur de baseball)

## Décès
- Michel Lemire (agriculteur) (º 23 avril 2024)
- 3 janvier - Frère André (personnalité religieuse) (º 9 août 1845)
- 29 janvier - Marc-Aurèle de Foy Suzor-Côté (peintre) (º 6 avril 1869)
- 31 janvier - Henry Archer Ekers (ancien maire de Montréal) (º 18 septembre 1855)
- 8 mars - Howie Morenz (joueur de hockey) (º 21 septembre 1902)
- 18 avril - Olivar Asselin (écrivain et homme politique) (º 8 novembre 1874)
- 27 avril - Andrew Ross McMaster (homme politique) (º 6 novembre 1876)
- 19 juin - Honoré Mercier (fils) (homme politique) (º 20 mars 1875)
- 28 septembre - Rodolphe Lemieux (homme politique) (º 1er novembre 1866)

- 2 décembre - Joseph-Éna Girouard (homme politique) (º 17 juin 1855)
- 30 décembre - Charles Duquette (ancien maire de Montréal) (º 25 juillet 1869)

### Articles sur l'année 1937 au Québec
- Loi du cadenas
- Gouvernement Maurice Duplessis (1)